# Burn It Up
«Burn It Up» es una canción del cantante estadounidense R. Kelly en colaboración del dúo puertorriqueño Wisin & Yandel. La canción fue lanzada en octubre de 2005 como el quinto sencillo del álbum de R. Kelly, TP.3 Reloaded, publicado en 2005. También fue incluida en la edición de lujo del álbum de Wisin & Yandel, Pa'l mundo (2006). Fue producido por Luny Tunes, R. Kelly y Nely el Arma Secreta.. El video oficial de la canción fue lanzado el 15 de octubre de 2005
La remezcla oficial presenta un verso del rapero Fat Joe al principio y aparece en el álbum Remix City Vol. 1 de R. Kelly. El ritmo fue reutilizado de la canción «Mírame» de Daddy Yankee y Deevani del álbum recopilatorio Más Flow 2, que también fue producido por Luny Tunes y Nely.

## Posicionamiento en listas
| Lista (2005-2006)          | Mejor posición |
| -------------------------- | -------------- |
| 59                         | 59             |
| 8                          | 8              |
| 13                         | 13             |
| 17                         | 17             |
| 30                         | 30             |
| 25                         | 25             |
| Romania (Romanian Top 100) | 47             |
| 25                         | 25             |
| 30                         | 30             |